# Hermógenes López
Hermógenes López (n. 19 aprilie 1887, Naguanagua, Carabobo, Venezuela - d. 17 decembrie 1898, Valencia, Carabobo, Venezuela) a fost un militar și om politic, președintele Venezuelei în perioada 1887- 1888.